# Dzwoniec (zwyczajny)
Dzwoniec (zwyczajny) (Chloris chloris) – gatunek małego ptaka z rodziny łuszczakowatych (Fringillidae)

## Zasięg występowania
Zamieszkuje Europę, północną Afrykę oraz południowo-zachodnią i środkową Azję. Z reguły osiadły, ale część północnych populacji wędrowna – przeloty II–IV i IX–XI. W Polsce średnio liczny lub liczny ptak lęgowy, rozpowszechniony w całym kraju. Introdukowany na Azorach, w północno-wschodniej Argentynie i Urugwaju, w południowej Australii (włącznie z Tasmanią), Nowej Zelandii i na wyspie Chatham.

## Systematyka
Wyróżniono dziesięć podgatunków C. chloris:
- C. chloris harrisoni – Wielka Brytania (z wyjątkiem północnej Szkocji) i Irlandia.
- C. chloris chloris – północna Szkocja, północna i środkowa Francja i Norwegia do zachodniej Syberii.
- C. chloris muehlei – Serbia i Czarnogóra do Mołdawii, Bułgarii i Grecji.
- C. chloris aurantiiventris – Madera, Wyspy Kanaryjskie, południowa Hiszpania przez południową Europę do zachodniej Grecji.
- C. chloris madaraszi – Korsyka i Sardynia.
- C. chloris vanmarli – północno-zachodnia Hiszpania, Portugalia i północno-zachodnie Maroko.
- C. chloris voousi – środkowe Maroko i północna Algieria.
- C. chloris chlorotica – południowo-środkowa Turcja do północno-wschodniego Egiptu.
- C. chloris bilkevitchi – południowa Ukraina, Kaukaz i północno-wschodnia Turcja do północnego Iranu i południowo-zachodni Turkmenistan.
- C. chloris turkestanica – południowy Kazachstan do Kirgistanu i środkowego Tadżykistanu.

## Morfologia
Cechy gatunku
Wielkości wróbla. Upierzenie oliwkowozielone na wierzchu ciała, a zielonożółte na spodzie. Boki głowy szare. Ogon krótki, wyraźnie rozwidlony, czarny na końcu, a żółty u nasady. Dziób mocny, stożkowaty, barwy cielistej.
Samiec bardziej żółty od samicy, z większymi żółtymi lusterkami na lotkach i plamami z boku ogona. Samica bledsza i z delikatnym kreskowaniem na grzbiecie. Ptaki młode o upierzeniu ciała kreskowanym i bledszym niż dorosłe, płeć można u nich rozpoznać na podstawie wielkości żółtych plam na skrzydle i ogonie.
Wymiary średnie
- Długość ciała 14,5–16 cm[2]
- Rozpiętość skrzydeł ok. 27 cm
- Masa ciała ok. 17–34 g (podgatunek nominatywny)[2]

## Ekologia

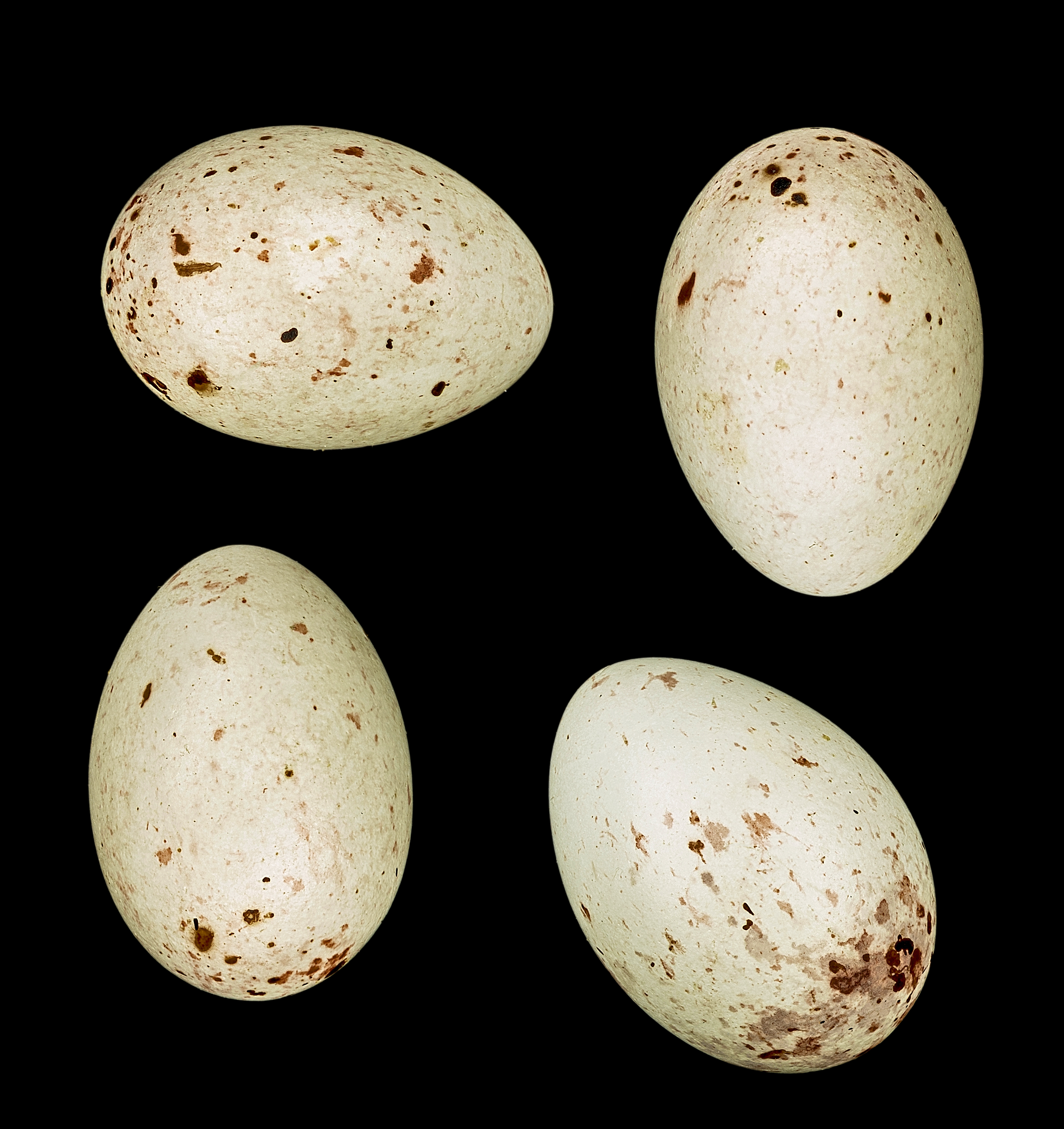
Jaja z kolekcji muzealnej

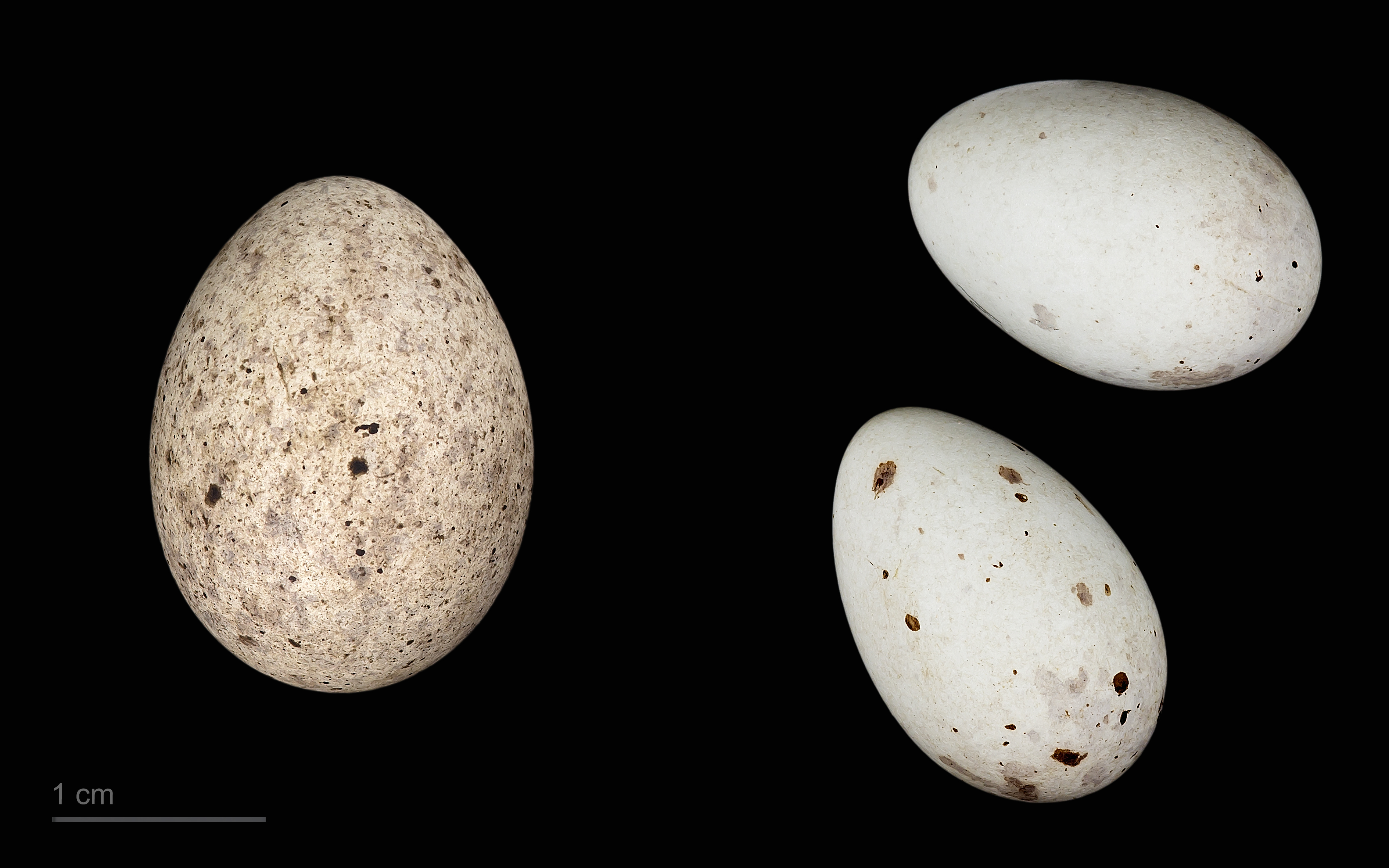
Jajo kukułki (Cuculus canorus bangsi) i jaja dzwońca

BiotopObrzeża borów i lasów mieszanych, parki, aleje, śródpolne zadrzewienia.
GniazdoW okółku młodego drzewka, przeważnie świerka. Bardzo dobrze osłonięte i umieszczone na wysokości od 1,5 do 4,5 m nad ziemią.
JajaW maju pierwszy lęg, a w czerwcu drugi. Składa od 4–6 różnobiegunowych jaj o średnich wymiarach 14×20 mm, z tłem szarobiałym i nielicznymi ciemnoczerwonymi plamkami.
Wysiadywanie, pisklętaOd złożenia ostatniego jaja trwa przez okres 13–14 dni. Pisklęta wylatują z gniazda po ok. 2 tygodniach.
PożywieniePrzeważnie nasiona chwastów i świeże pędy roślin, głównie oleistych, a także części owoców. Młode z pierwszego lęgu zjadają nasiona gwiazdnicy i mniszka oraz mszyce i małe larwy motyli. Zimą dzwońce zjadają owoce dzikiej róży, śnieguliczki, irgi, jarzębiny oraz zasuszone owoce jeżyn.

## Status i ochrona
Międzynarodowa Unia Ochrony Przyrody (IUCN) uznaje dzwońca za gatunek najmniejszej troski (LC, Least Concern) nieprzerwanie od 1988 (stan w 2021). Liczebność światowej populacji, wstępnie obliczona w oparciu o szacunki organizacji BirdLife International dla Europy z 2015, zawiera się w przedziale 48–74 milionów dorosłych osobników. Globalny trend liczebności populacji uznawany jest za stabilny.
Na terenie Polski dzwoniec jest objęty ścisłą ochroną gatunkową. Na Czerwonej liście ptaków Polski został sklasyfikowany jako gatunek najmniejszej troski (LC). Według szacunków Monitoringu Pospolitych Ptaków Lęgowych (MPPL), w latach 2013–2018 liczebność populacji lęgowej dzwońca na terenie kraju wynosiła 1 100 000 – 1 252 000 par. Krótkoterminowy trend liczebności w latach 2007–2018 oceniany był jako stabilny.